# Планета мајмуна: Рат
Планета мајмуна: Рат (енгл. War for the Planet of the Apes) је амерички научнофантастични филм из 2017. редитеља Мета Ривса који је у сарадњи са Марком Бомбаком написао и сценарио за ово филмско остварење. Продуценти филма су Питер Чернин, Дилан Кларк, Рик Џафа и Аманда Силвер. Музику је компоновао Мајкл Џијакино. Претходни део ове филмске трилогије је Планета мајмуна: Револуција из 2014.
Глумачку екипу чине Енди Серкис, Вуди Харелсон, Стив Зан, Џуди Грир и Сара Канинг. Светска премијера филма је била одржана 14. јула 2017. у Сједињеним Америчким Државама. 
Буџет филма је износио 150 000 000 долара, а зарада од филма је 490 700 000 долара.

## Радња
У трећем делу популарне блокбастер франшизе Планета мајмуна, заједница генетски модификованих мајмуна коју предводи интелигентна шимпанза Цезар (Енди Серкис), улази у крвав обрачун са војском људи предвођеном немилосрдним Пуковиком (Вуди Харелсон). 
Након незамисливих губитака са којим се суочава заједница мајмуна, Цезар доживљава крах и ослобађа своју мрачну страну, што рађа жељу за борбом која ће осветити његову врсту. Напослетку, неизбежан сусрет Цезара и Пуковника доводи до очекиваног – рата који ће одредити судбину људи, мајмуна и читаве планете.

## Улоге
| Глумац        | Улога          |
| ------------- | -------------- |
| Енди Серкис   | Цезар/шимпанза |
| Вуди Харелсон | Пуковник       |
| Стив Зан      | шимпанза       |
| Џуди Грир     | Корнелиа       |
| Сара Канинг   | Лејк           |